# Panzerzug Smok Kaszubski
Der Panzerzug Smok Kaszubski (deutsch: Kaschubischer Drache) war ein improvisierter polnischer Panzerzug aus der Zeit des Zweiten Weltkrieges.

## Geschichte
Zwischen dem 2. und 7. September 1939 begannen die Arbeiten an einem Küstenschutzzug. Dieser wurde in den Marinehafenwerkstätten in Gdynia gebaut trotz des Beschusses der Werft durch das Linienschiff Schleswig-Holstein. Für die Panzerung der Dampflokomotive und Wagen wurden 9 mm dicke Stahlbleche verwendet, die für die zwei Zerstörer Orkan und Huragan der Grom-Klasse vorgesehen waren.

## Technische Daten

### Lokomotive

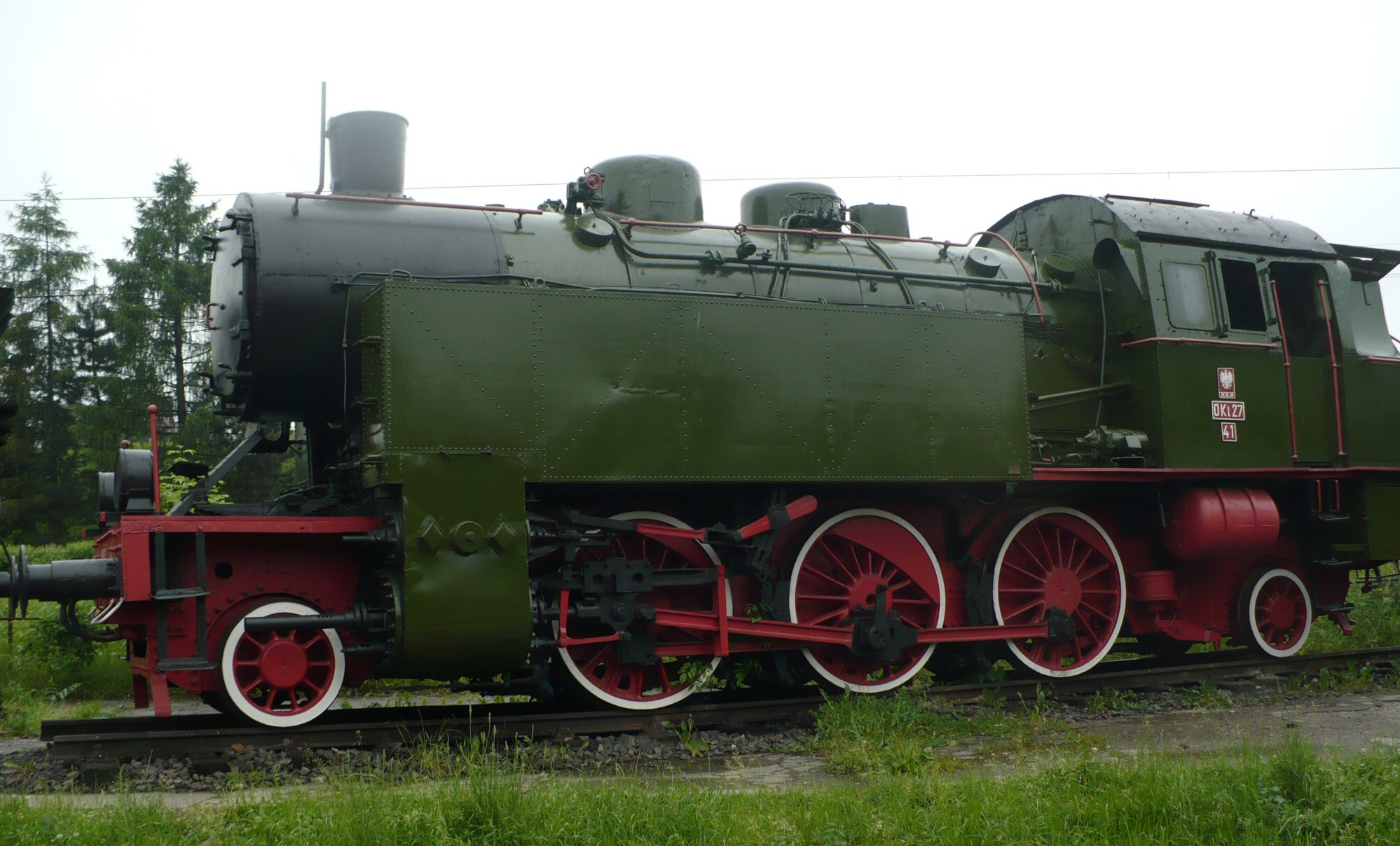
Ungepanzerte Dampflokomotive vom Typ OKl27

Die Dampflokomotive des Panzerzuges war eine polnische Tenderlokomotive der PKP-Baureihe OKl27. Diese war vollständig mit 9 mm dicken Stahlblechen gepanzert. Sie verdeckten die Dampflokomotive bis zur Gleislinie. Im Führerstand befanden sich kleine, verschiebbare Beobachtungsschlitze. An der Seite der Panzerzuglokomotive befand sich in weißen Buchstaben die Aufschrift SMOK KASZUBSKI.

### Artilleriewagen

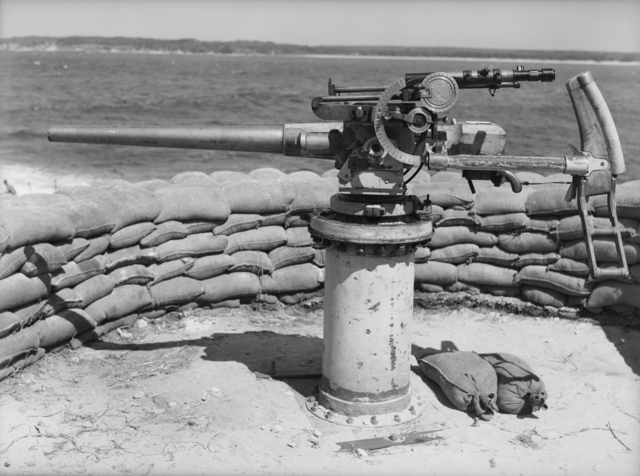
QF 3 pounder Hotchkiss

Im Panzerzug Smok Kaszubski befanden sich zwei Artilleriewagen. Der vordere Wagen verfügte über eine 4,7-cm-Hotchkiss Schnellfeuerkanone vom ehemaligen Geschützten Kreuzer Bałtyk. Der zweite Artilleriewagen verfügte über ein QF 2-Pfünder-Marinegeschütz vom ehemaligen Torpedoboot Mazur, welches am 1. September 1939 versenkt wurde.

### Sturmwagen
Der Panzerzug Smok Kaszubski verfügte über zwei Sturmwagen, jeweils vor und hinter der Panzerzuglokomotive. Diese waren zweiachsige, ehemaliger gedeckte Güterwagen. Sie dienten zum Transport des Infanterie-Sturmzuges, als Kommandowagen und als Maschinengewehrwagen. 

### Abstoßwagen
An beiden Enden des Zuges befanden sich zwei zweiachsige Flachwagen, welche als Abstoßwagen dienten. Sie dienten dazu, den Panzerzug vor Minen oder Entgleisung zu schützen und Gefahren vor den wichtigen Wagen zu beseitigen. Zusätzlich dienten sie zum Transport von Material wie Schienen, Bahnschwellen, Fahrrädern oder sonstigem Material.

## Einsatz
Am 7. September 1939 wurde der improvisierte Panzerzug Smok Kaszubski in Dienst gestellt und unmittelbar in den Einsatz geschickt. Dabei kam es bereits am 8. September 1939 westlich von Wejherowo zu einem Zusammenstoß mit einer deutschen Infanterie-Patrouille. Zusammen mit dem 1. Marine-Schürzenregiment konnte diese in die Flucht geschlagen werden. Nur kurze Zeit später kam es zu einem Gefecht mit Kampffahrzeugen der SS-Heimwehr Danzig bei Wejherowo. Der Panzerzug konnte dabei ein Fahrzeug beschädigen und einen weiteren Angriff von deutschen Flugzeugen abwehren, jedoch wurde ein Wagen beschädigt.
Am 9. September 1939 war die Gegend um Wejherowo durch Truppen der Wehrmacht besetzt worden. Dadurch kam es immer wieder zu Feuergefechten zwischen dem Panzerzug Smok Kaszubski und einer deutschen Artilleriedivision. Da das Feuer der Artillerie immer heftiger und genauer wurde, musste sich der Panzerzug zuerst nach Reda und dann nach Rumia zurückziehen. Der damalige Kommandeur Hauptmann Jerzy Błeszyński wurde dabei schwer verwundet und durch den Marineleutnant Florian Hubicki abgelöst. Hauptmann Jerzy Błeszyński verstarb am selben Tag in einem Krankenhaus. Nach dem erfolgreichen Rückzug patrouillierte der Panzerzug zwischen Reda und Zagórze.
Am 10. September 1939 erkundete der Panzerzug das von polnischen Truppen verlassene Reda und evakuierte mehrere Verwundete. Auch konnte der Panzerzug das polnische 3. Reservebataillon durch Artilleriefeuer auf der Straße von Zagórze nach Reda unterstützen.
Am 11. und 12. September 1939 gab es heftige Kämpfe um den Eisenbahnknotenpunkt Rumia und Zagórze. Auch hier unterstützte der Panzerzug mit Artilleriefeuer. Als der Panzerzug sich auf den Weg nach Zagórze befand, wurde er durch deutsche Sturzkampfbomber vom Typ Junkers Ju 87 angegriffen. Dabei wurde ein Wagen zerstört und mehrere weitere beschädigt. Der schwer beschädigte Panzerzug wurde nach Gdynia geschleppt und man begann umgehend mit den Reparaturen. Durch den weiteren Vormarsch der Wehrmacht wurde die Stadt am 13. September 1939 evakuiert und die Arbeiten eingestellt.

## Zugpersonal
Die Dampflokomotive wurde von sechs zivilen Eisenbahnern aus Gdynia betrieben. Der Rest der Mannschaft, 30–40 Mann, bestand aus ehemaligen Unteroffizieren und Matrosen der Hafendienstleistungsgesellschaft.
- Zugkommandant Hauptmann Jerzy Błeszyński (1. September – 9. September 1939)
- Zugkommandant Marineleutnant Florian Hubicki (9. September 1939)

## Zugzusammensetzung
Die Zusammensetzung des Panzerzuges wird von vorne nach hinten aufgeführt.
- Abstoßwagen
- Artilleriewagen
- Sturmwagen mit Rahmenantenne
- Panzerzuglokomotive OKl27
- Sturmwagen
- Artilleriewagen
- Abstoßwagen